# Halictus (Pachyceble)

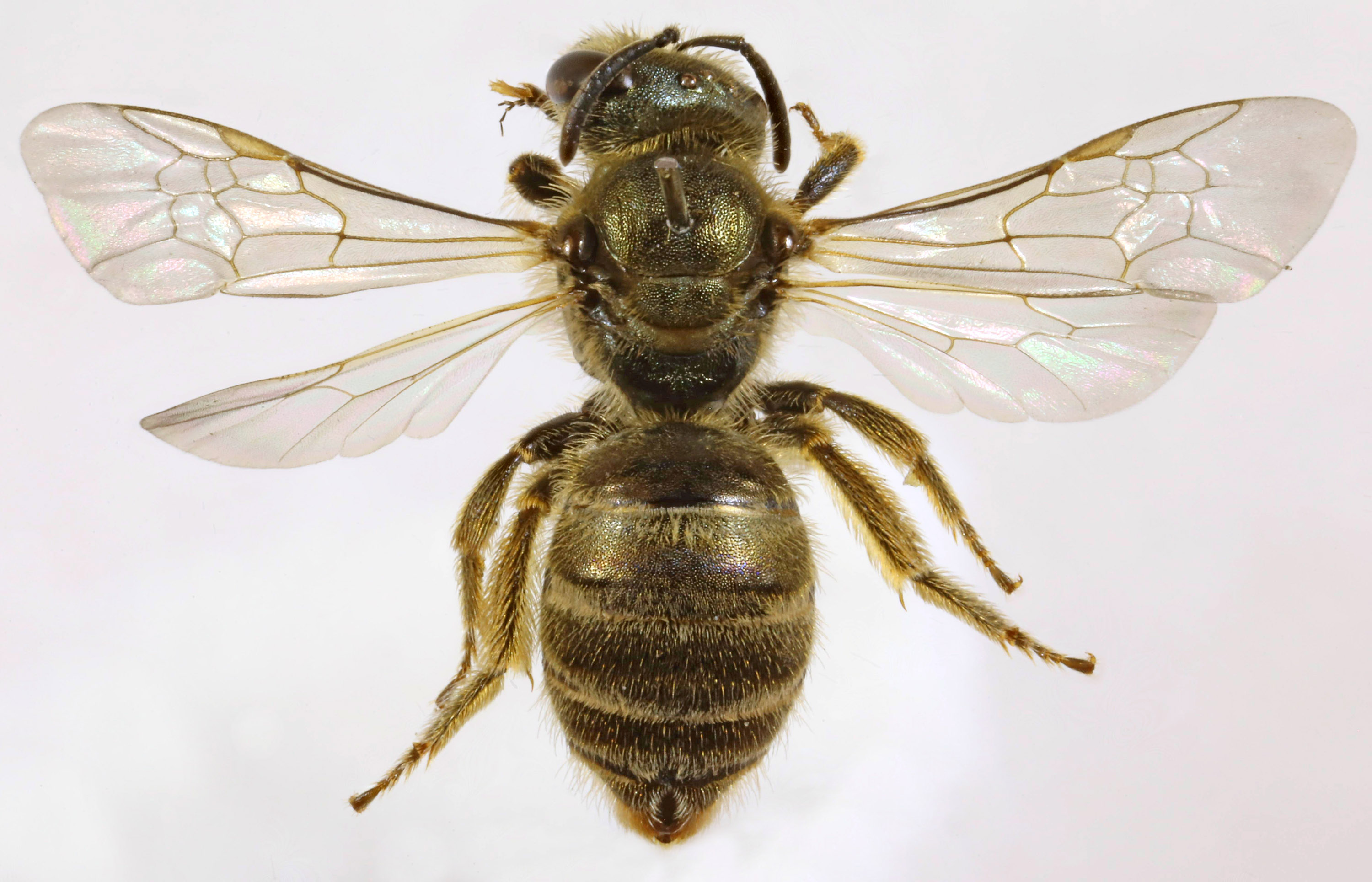
Samica Halictus tumulorum

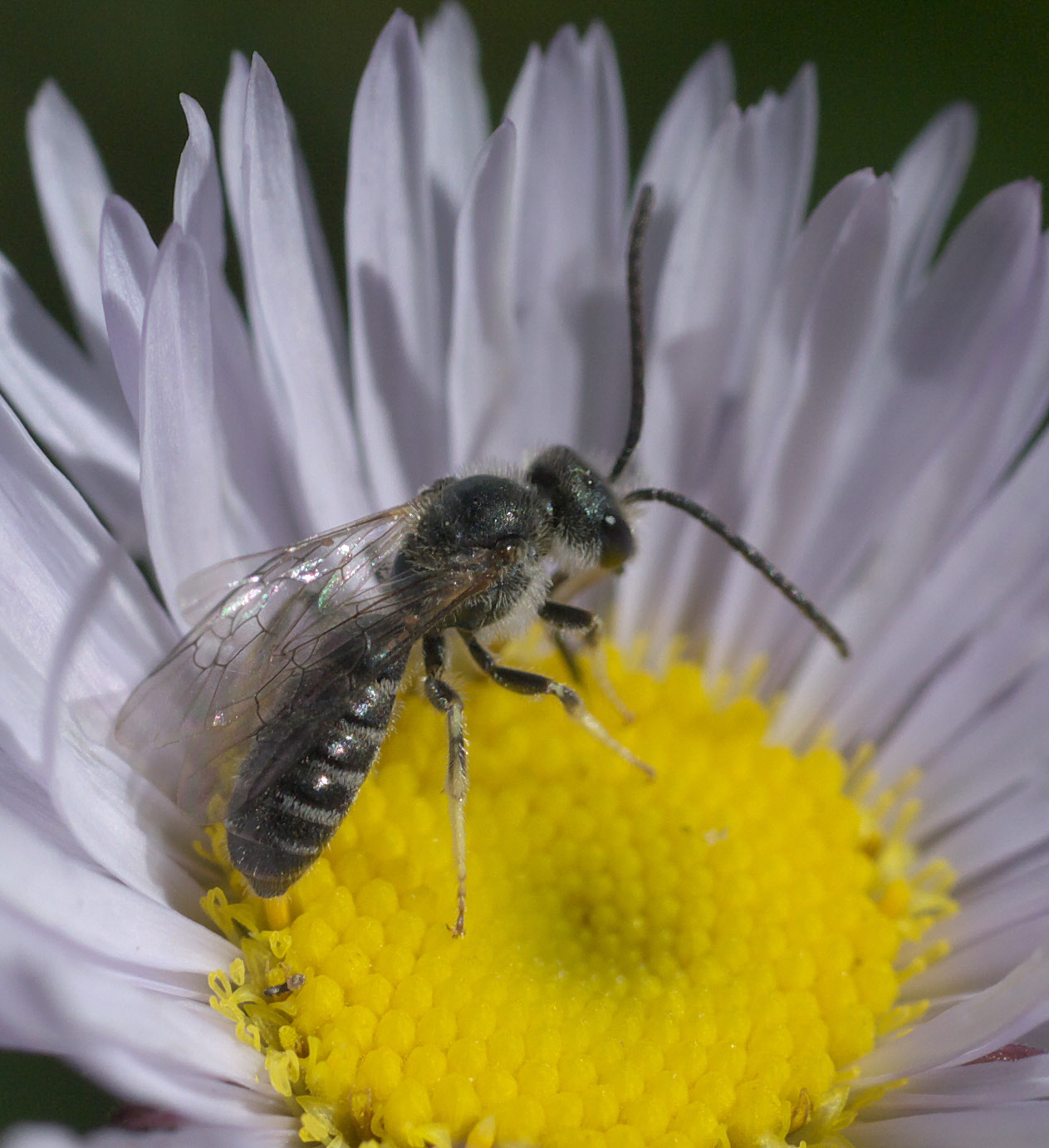
Samica Halictus virgatellus

Halictus (Pachyceble) – podrodzaj pszczół z rodziny smuklikowatych i podrodziny smuklików właściwych, klasyfikowany w rodzaju Halictus lub Seladonia.

## Morfologia
Są to niewielkie pszczoły o metalicznie zielonkawym oskórku. Czułki samców sięgają ku tyłowi zwykle aż do metasomy, a drugi człon ich biczyka jest 1,7–2 raza dłuższy niż szeroki. Żuwaczka samicy zaopatrzona jest w ząbek przedwierzchołkowy. Trójkąt pozatułowiowy jest mniej więcej tak długi jak metasoma, a po jego bokach zwykle brak gęstego owłosienia. Jasne owłosienie tergitów metasomy przybiera zwykle formę przepasek nasadowych i wierzchołkowych. Samce mają czwarty sternit o prostej krawędzi tylnej, a szósty z głębokim, trójkątnym wgłębieniem za gradulusem. Samice mają dobrze rozwinięte skopy na udach i krętarzach oraz zaokrąglone lub spiczaste płytki bazytibialne na tylnych goleniach. Narządy rozrodcze samców charakteryzują się grzbietowym gonostylusem podzielonym głębokim wcięciem, a brzusznym gonostylusem u części gatunków zredukowanym lub całkiem zanikłym.

## Rozprzestrzenienie
Takson prawie kosmopolityczny, nieznany tylko z krainy australijskiej. W Palearktyce sięga od Europy Zachodniej po Chiny. W Amerykach rozsiedlony jest od Kanady po środkową Brazylię. W Polsce stwierdzono 3 gatunki (zobacz: smuklikowate Polski).

## Taksonomia
Takson ten wprowadzony został w 1940 roku przez Jesúsa Santiago Mourego jako osobny rodzaj. J. Piesienko klasyfikuje go jako podrodzaju w zieleniczki (Seladonia). Według C.D. Michenera cecha użyta przez Piesienkę, tj. metaliczny oskórek, jest zbyt słaba do wyodrębnienia rodzaju zieleniczka z rodzaju smuklik (Halictus). W swoim Bees of the World z 2010 klasyfikuje zarówno Pachyceble jak i Seladonia jako dwa niezależne podrodzaje w rodzaju Halictus.
Do podrodzaju tego należą 22 gatunki:
- Halictus clangulus Warncke, 1984
- Halictus confusus Smith, 1853
- Halictus dissidens Pérez, 1903
- Halictus dorni Ebmer, 1982
- Halictus gavarnicus Pérez, 1903
- Halictus harmonia (Sandhouse, 1941)
- Halictus hesperus Smith, 1862
- Halictus kusdasi Ebmer, 1975
- Halictus lanei (Moure, 1940)
- Halictus leucaheneus Ebmer, 1972
- Halictus lutescens Friese, 1921
- Halictus mondaensis Blüthgen, 1923
- Halictus nivalis Ebmer, 1985
- Halictus petraeus Blüthgen, 1933
- Halictus pinguismentus Janjic & Packer, 2001
- Halictus subpetraeus Blüthgen, 1933
- Halictus tibetanus Blüthgen, 1926
- Halictus transbaikalensis Blüthgen, 1933
- Halictus tripartitus Cockerell, 1895
- Halictus tumulorum (Linnaeus, 1758) – smuklik koniczynowiec
- Halictus virgatellus Cockerell, 1901
- Halictus yunnanicus Pesenko & Wu, 1997